# Codex Boernerianus

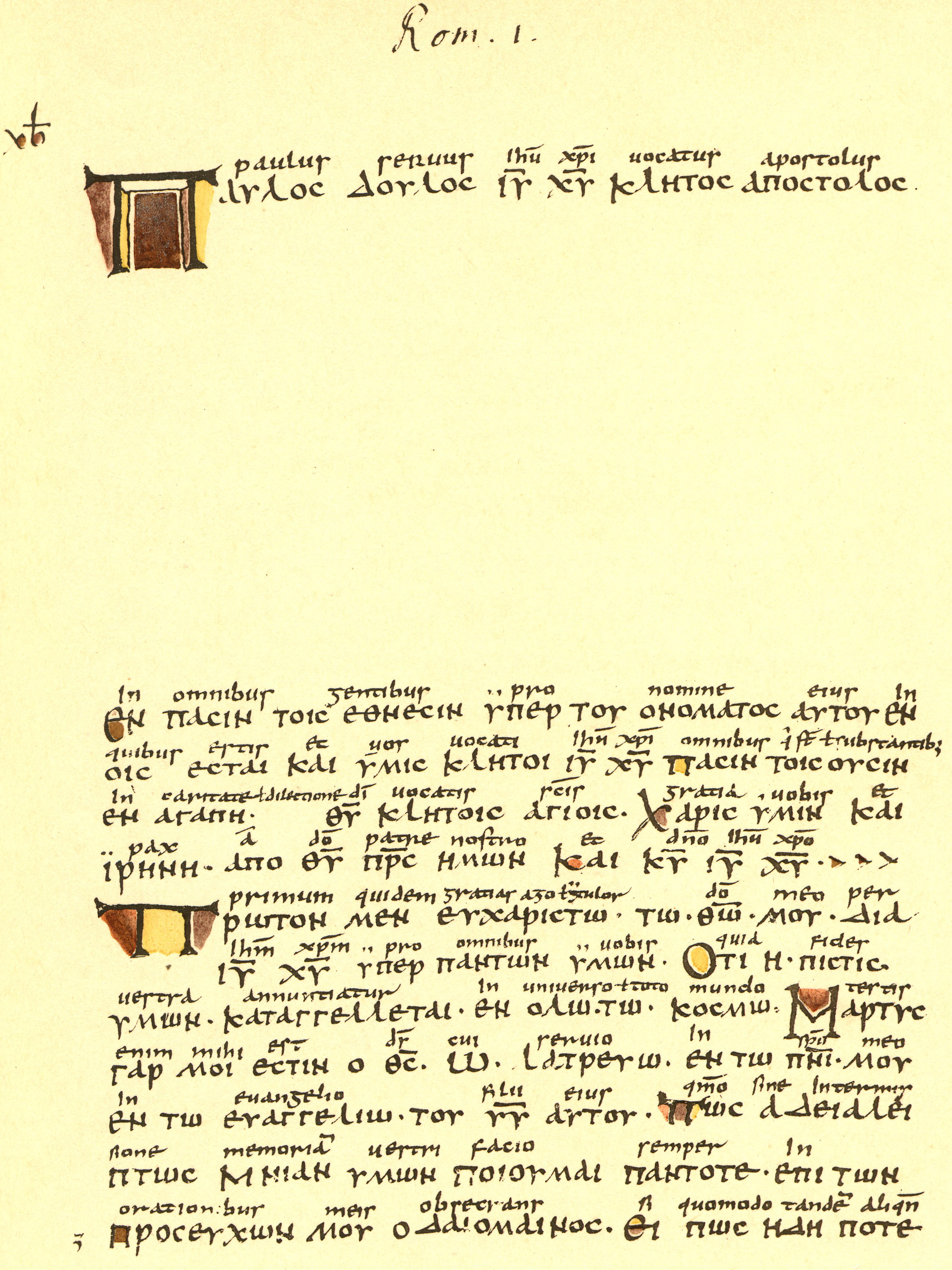
Codex Boernerianus

El Codex Boernerianus (Dresde, Sächsische Landesbibliothek (A 145b); Gregory-Aland no. Gp o 012) es un manuscrito uncial del siglo IX. El códice contiene los Epístolas paulinas.
El códice consiste de un total de 99 folios de 25 x 18 cm. El texto está escrito en una sola columna por página, con entre 20 y plus líneas por columna.
El texto griego de este códice es una representación del Tipo textual occidental. Kurt Aland lo ubicó en la Categoría III.